# Herrensitz Malching

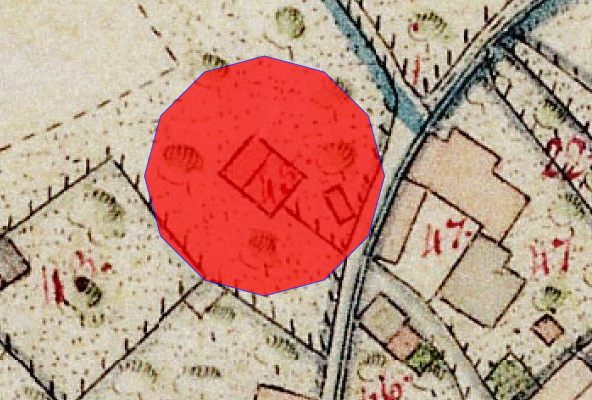
Lageplan des Herrensitzes Malching auf dem Urkataster von Bayern

Der abgegangene Herrensitz Malching lag am nördlichen Rand der niederbayerischen Gemeinde Malching im Landkreis Passau. 
Er war von der Wehrkirche Malching ca. 350 m entfernt. Die Anlage wird als Bodendenkmal unter der Aktennummer D-2-7645-0185 im Bayernatlas als „Edelsitz des späten Mittelalters und der frühen Neuzeit“ geführt. Heute liegt er im Bereich der Straße Am Bäckergütl und ist mit neuzeitlichen Häusern überbaut.